# نموذج ذهني

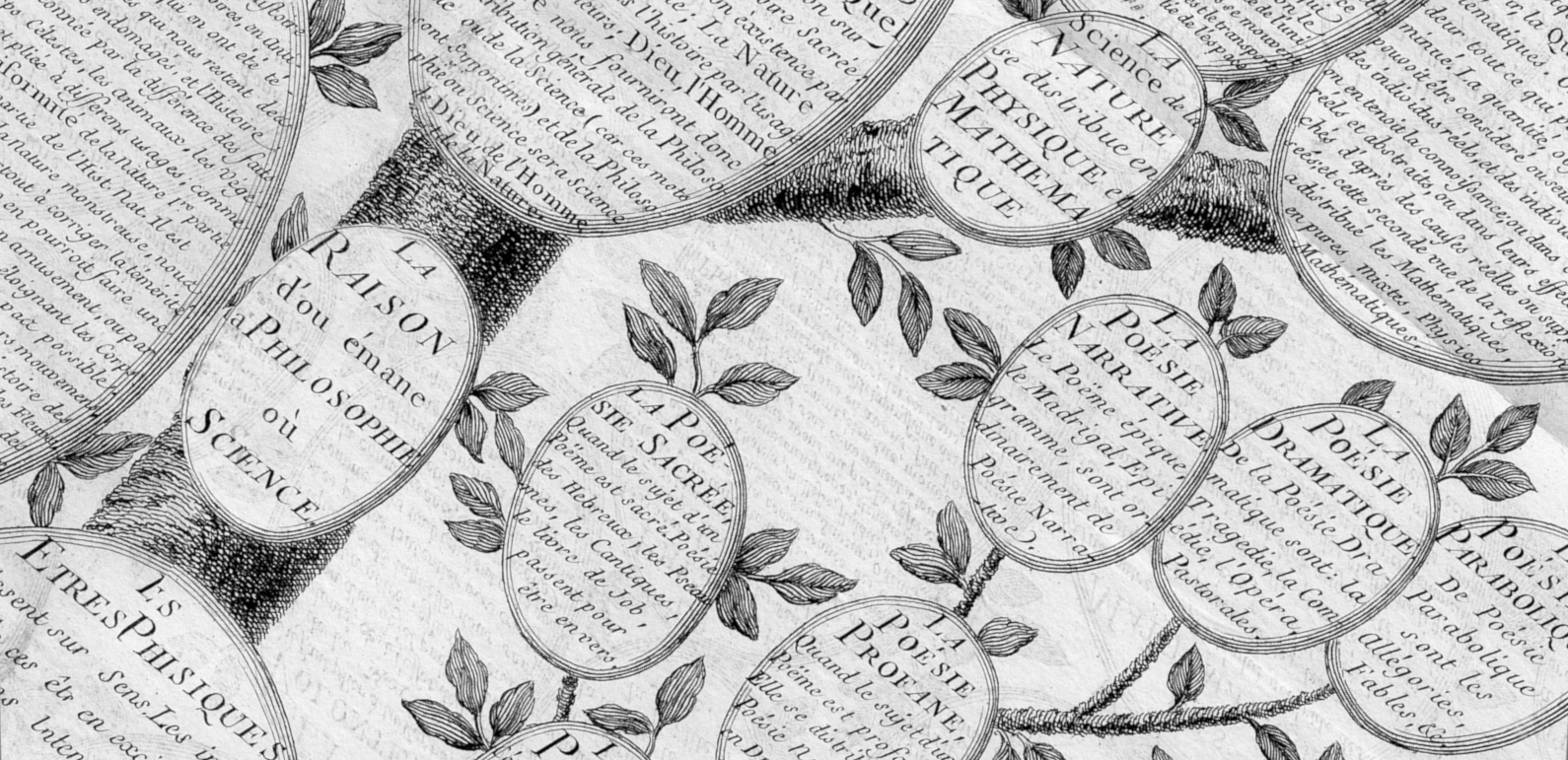

النموذج الذهني هو تفسير لعملية تفكير شخص ما حول كيفية عمل شيء ما في العالم الواقعي. وهي بمثابة تمثيل للعالم المحيط والعلاقة بين أجزائه المتنوعة والإدراك الحدسي لشخص ما حول أفعاله ونتائج تلك الأفعال. يمكن للنماذج الذهنية أن تساعد في تشكيل السلوك ووضع منهج لحل المشاكل (شبيه بالخوارزمية الشخصية) والقيام بالمهام.
النموذج الذهني هو نوع من الترميز الداخلي أو تمثيل للواقع الخارجي يُفترض أن يلعب دورًا رئيسًا في الإدراك والتفكير وصناعة القرار. اقترح كينيث كرايك عام 1943 أن العقل يبني «نماذج على نطاق صغير» للواقع الذي يُستخدم لتوقع الأحداث.

يُعرّف جاي رايت فوريستر النماذج الذهنية العامة على أنها:
صورة العالم حولنا التي نحملها في عقولنا، هي مجرد نموذج. لا أحد يخيل كامل العالم أو البلاد أو الحكومة في دماغه. بل هو اختار فقط مفاهيم، وعلاقات بينها، واستخدمها ليمثل النظام الحقيقي (فوريستر، 1971)
يُستخدم مصطلح النماذج الذهنية في علم النفس أحيانًا للإشارة إلى التمثيلات الذهنية أو المحاكاة الذهنية بشكل عام. يُستخدم في أحيان أخرى للإشارة إلى النماذج الذهنية والتفكير المنطقي ولنظرية النموذج العقلي حول تطور التفكير المنطقي التي طرحها فليب جونسون لايرد وروث إم. جاي. بايرن.

## التاريخ
يُعتقد أن مصطلح النموذج الذهني قد تشكل على يد كينيث كرايك في كتابه الصادر عام 1943 بعنوان «طبيعة التفسير». قال جورجيس هنري ليكويت في كتابه الصادر عام 1927 بعنوان «رسومات الأطفال» إن الأطفال يبنون نماذج داخلية، وهي فكرة أثرت في عالم نفس الأطفال جان بياجه، بالإضافة للكثيرين غيره.
نشر فيليب جونسون لايرد كتاب «النماذج الذهنية: نحو علم لغات معرفي، الاستدلال والوعي» عام 1983. في ذات السنة، حرر كل من ديدر جينتر وألبرت ستيفنس مجموعة من الفصول في كتاب يحمل عنوان «النماذج الذهنية» أيضًا. يشرح السطر الأول من كتابهما الفكرة من ناحية أخرى، إذ يقول: «إحدى وظائف هذا الفصل هي للاستفاضة بالأمور الجلية، فتعتمد آراء الناس عن العالم، وعن أنفسهم، وعن قدراتهم، وعن المهام التي طُلب منهم أداؤها، أو المواضيع التي طُلب منهم تعلمها بشدة على عملية وضع المفاهيم (المفهمة) التي يجلبونها إلى المهمة». 
منذ ذلك الحين، كان هناك العديد من النقاش والاستخدام للفكرة في مجالي التفاعل الإنساني الحاسوبي وقابلية الاستخدام من قِبل الباحثين أمثال دونالد نورمان وستيف كروغ (في كتابه «لا تجعلني أفكر»). استخدم كل من والتر كينتش وتوين إيه. فان ديجك مصطلح نموذج الحالة (في كتابهما استراتيجيات فهم الحديث الصادر عام 1983)، مظهرين علاقة النماذج الذهنية في الإنتاج وفهم الحديث.

## النماذج الذهنية والتفكير المنطقي
إحدى وجهات النظر حول التفكير المنطقي لدى الإنسان هي أنه يعتمد على النماذج الذهنية. في وجهة النظر هذه، يمكن للنماذج الذهنية أن تُبنى من الإدراك أو الخيال أو فهم الحديث (كما قال جونسون لايرد عام 1983). النماذج الذهنية مثل هذه تكون مشابهة لنماذج المهندسين المعماريين أو لرسومات الفيزيائيين البيانية من ناحية تماثل بنيتها لبنية الحالة التي يمثلونها، خلافًا لبنية الأشكال المنطقية المُستخدمة في نظريات القواعد الرسمية للتفكير، حسب قوله. في هذا الصدد، تكون النماذج إلى حد ما مثل صور في نظرية الصورة عن اللغة التي شرحها الفيلسوف لودويغ فيتغنشتاين عام 1992. طور فيليب جونسون لايرد وروث إم. جاي. بايرن نظرية النماذج الذهنية للتفكير الخاصة بهما، التي طرحت افتراض أن التفكير المنطقي يعتمد على النماذج الذهنية دونًا عن الهيئة المنطقية.

### مبادئ النماذج الذهنية
تستند النماذج الذهنية على مجموعة صغيرة من الافتراضات الأساسية (البديهيات)، التي تميزها عن التمثيلات المقترحة الأخرى في علم نفس التفكير (حسب قول بايرن وجونسون لايرد عام 2009). كل نموذج ذهني يمثل احتمالية. يمثل النموذج الذهني احتمالية واحدة، إذ يلتقط ما هو مشترك بين جميع الطرق الأخرى التي قد تحدث بها هذه الاحتمالية (حسب قول بايرين وجونسون لايرد عام 2002). تعتبر النماذج الذهنية أيقونية، أي أن كل جزء من النموذج يتوافق مع كل جزء مما يمثله (حسب قول جونسون لايرد عام 2006). تستند النماذج الذهنية على مبدأ الحقيقة: فهم يمثلون بشكل نمطي تلك الحالات الممكنة فقط، ويمثل كل نموذج احتمالي ما هو حقيقي في تلك الاحتمالية فقط بالاستناد إلى الافتراض. بكل الأحوال، يمكن للنماذج العقلية أن تمثل ما هو خاطئ أو ما افتُرض لمدة مؤقتة أنه صحيح، على سبيل المثال، في حالة الواقع الشرطي والتفكير المخالف للواقع.

### التفكير بالنماذج العقلية
يُخمن الناس أن النتيجة صحيحة إذا كانت تحوي جميع الاحتمالات. تعتمد إجراءات التفكير باستخدام النماذج الذهنية على أمثلة مضادة لدحض الاستدلالات غير الصحيحة؛ إذ إنها تؤسس إثباتًا عبر ضمان أن النتيجة تحتوي على جميع نماذج المقدمات المنطقية. يركز المفكرون على مجموعة فرعية من النماذج المحتملة للمشاكل متعددة النماذج، وغالبًا ما تكون مجرد نموذج واحد. تتأثر السهولة التي يمكن للمفكرين بها أن يصنعوا الاستدلالات بعوامل عدة، من ضمنها العمر والذاكرة العاملة (حسب قول باريوليت وآخرين). علاوةً على أنهم يرفضون النتيجة في حال وجدوا مثالًا مضادًا، أي الاحتمالية التي تتضمن المقدمات المنطقية دونًا عن النتيجة.

## النماذج الذهنية في الأمثلة الديناميكية

### الخصائص
يتمتع النموذج الذهني بشكل عام بالخصائص التالية:
- مبني على حقائق غير قابلة للتحديد كميًا، ولا يمكن الوثوق بها، وغامضة، وغير مكتملة.
- مرن: متغير إلى حد كبير من الناحية الإيجابية وكذلك السلبية.
- مرشح للمعلومات: يسبب الإدراك الانتقائي، وهو إدراك للعناصر المختارة فقط من المعلومات.
- محدود جدًا، مقارنة بتعقيدات العالم، وحتى عندما يكون النموذج العلمي واسع النطاق مطابقًا لواقع معين في استنتاج النتائج المنطقية له، يجب أن يُؤخذ بعين الاعتبار قيود مثل الذاكرة العاملة.
- تعتمد على مصادر المعلومات، التي لا يمكن العثور عليها في أي مكان آخر، وتكون متاحة في أي وقت، ويمكن استخدامها.[4][5][6]

النماذج الذهنية هي طريقة أساسية لفهم التعلم التنظيمي. وُصفت النماذج الذهنية، بلغة العلم الشائع، على أنها «أمثلة مكبوحة بشدة عن التفكير والسلوك».

### النموذج الذهني فيما يتعلق بديناميكيات النظام والتفكير المنهجي
في تبسيط الواقع، يمكن لإيجاد نموذج أن يخلق إحساسًا بالواقع، والسعي نحو التغلب على التفكير المنهجي وديناميكيات النظام. يمكن لهذين التخصصين المساعدة في بناء تنسيق أفضل بواقع النماذج الذهنية ومحاكاته بدقة، ما يزيد من احتمالية اتخاذ القرار والتصرف وفقًا لكيفية التخطيط.
- ديناميكيات النظام: توسيع النماذج الذهنية من خلال إنشاء نماذج جلية، تكون واضحة تؤمن سهولة التواصل ويمكن مقارنتها مع بعضها البعض.
- التفكير المنهجي: البحث عن وسائل لتحسين النماذج الذهنية، فتتحسن جودة القرارات الديناميكية التي تستند إلى النماذج الذهنية.